# Berezivka (Podilsk)
Berezivka (en ucraniano: Березівка) es un pueblo ucraniano perteneciente al óblast de Odesa. Situado en el suroeste del país, es parte del raión de Podilsk y del municipio (hromada) de Balta.

## Toponimia
El nombre del asentamiento en ruso es Beriozovka (en ruso: Берёзовка).

## Demografía
La evolución de la población de Berezivka entre 1989 y 2001 fue la siguiente:
| 473                                                           | 261 |
| (Fuente: Cities & Towns of Ukraine y UKRAINE: Größere Städte) |     |

Según el censo de 2001, la lengua materna de la mayoría de los habitantes, el 86,97%, es el ucraniano; del 8,43% es el rumano; y el ruso, del 4,21%.